# Gian Mario Villalta
Gian Mario Villalta (Visinale di Pasiano, 1959) è un poeta, scrittore e direttore artistico italiano.

## Biografia
Gian Mario Villalta è nato a Visinale di Pasiano, in provincia di Pordenone, nel 1959. Dopo aver conseguito la maturità scientifica si è laureato in Lettere Moderne all'Università di Bologna. 
Sono dei primi anni Ottanta le sue prime pubblicazioni in rivista, per esempio “il verri” di Luciano Anceschi, “Studi di Estetica” e “Alfabeta”. Negli anni successivi ha scritto anche su "ClanDestino", "Tratti", "Nuovi Argomenti", "Testo a Fronte", "Baldus", "Diverse Lingue".
Dal 1984 insegna al Liceo Scientifico "Ettore Majorana" a Pordenone.
Nel 2007 ha redatto l'aggiornamento della voce Poesia per l'Enciclopedia Italiana Treccani.
Dal 2002 è Direttore Artistico di pordenonelegge.it, festival della lettura e del libro che ospita ogni settembre poeti, scrittori, filosofi, artisti, giornalisti di fama mondiale. Dal 2002 il festival è cresciuto di anno in anno fino a diventare uno degli eventi culturali più importanti d'Italia. 
Nel 2011 vince il Premio Viareggio per il volume di poesia Vanità della mente. 
Dal 2013 al 2018 è stato presidente di giuria del Premio Castello di Villalta Poesia, un premio che si proponeva di diventare soprattutto un luogo di incontro e di discussione per poesia edita italiana, con un'ampia sezione dedicata ai giovani. 
Nel 2014 ha scritto un contributo su Belli e uno sul verso libero per il 3° volume dell'Atlante della Letteratura Italiana Einaudi.
Nel 2017 gli è stato assegnato il Premio Giosuè Carducci di poesia (Comune di Pietrasanta).
Nel 2020 è tra i candidati al Premio Strega con il romanzo L'apprendista.
Nel 2023 è vincitore all'XI edizione del FestivalPassaggi per la rassegna di poesia edita "Calici diVersi" del prestigioso Premio Franco Fortini (Città di Fano - Pu).
Sue poesie sono tradotte in antologie e riviste in francese, inglese, sloveno, serbo, russo e olandese.

## Opere

### Narrativa
- Un dolore riconoscente, Transeuropa 2000 (racconti)
- Tuo figlio, Mondadori 2004
- Vita della mia vita, Mondadori 2006
- Alla fine di un'infanzia felice, Mondadori 2013, finalista ai premi Dessì e Fabriano
- Satyricon 2.0, Mondadori 2014
- Bestia da latte, SEM 2018
- L'olmo grande, Aboca Edizioni 2019
- L'apprendista, SEM 2020
- Parlare al buio, SEM 2022

### Poesia

#### In dialetto (veneto periferico)
- Altro che storie!, Campanotto 1988
- Vose de Vose/Voce di voci, Campanotto 1995; ristampato nel 2009
- Revoltà, Biblioteca Civica di Pordenone 2003

#### In italiano
- Traccia, Niemandswort 1982
- Limbo, Nuova Compagnia Editrice 1988
- L'erba in tasca, Scheiwiller 1992
- Malcerti animali, in Terzo quaderno italiano, Guerini e Associati 1992
- Nel buio degli alberi, Circolo culturale di Meduno 2001
- Vedere al buio, Sossella 2007
- Vanità della mente, Mondadori 2011
- Telepatia, LietoColle-pordenonelegge 2016
- Il scappamorte, Amos A27 2019.
- Dove sono gli anni, Garzanti, 2022

### Saggi
- La costanza del vocativo. Lettura della "trilogia" di Andrea Zanzotto, Guerini e Associati 1992
- Il respiro e lo sguardo. Un racconto della poesia italiana contemporanea, Rizzoli 2005
- Padroni a casa nostra, Mondadori 2009
- La poesia, ancora?, Mimesis, 2021

### Curatele
- Andrea Zanzotto, Scritti sulla letteratura, Mondadori 2001
- Andrea Zanzotto, Le Poesie e prose scelte, con Stefano Dal Bianco, "I Meridiani" Mondadori 1999

### Articoli in libri
- Sentirsi mancare la terra sotto i piedi (un’attestazione), in Filippo Cerantola, Camon, Apogeo Editore, Adria 2024, pp. 7-15.

## Premi
- 1988 – Premio San Vito al Tagliamento, per Altro che storie!
- 1992 – Premio Laura Nobile, per L'erba in tasca
- 1995 – Premio Lanciano, per Vose de Vose/Voce di voci
- 2004 – Premio Napoli, per Tuo figlio[5]
- 2004 – Premio Vittorini, per Tuo figlio
- 2004 – Premio Fenice Europa, per Tuo figlio
- 2004 – Premio “primo romanzo italiano” di Chambery, per Tuo figlio
- 2011 – Premio Viareggio, per Vanità della mente[6]
- 2013 – Finalista Premio Dessì, per Alla fine di un'infanzia felice
- 2013 – Finalista Premio Fabriano, per Alla fine di un'infanzia felice
- 2017 – Premio Carducci di poesia per Telepatia[4]
- 2020 – Premio Latisana per L'Apprendista [7]